# 尼古拉耶夫卡區

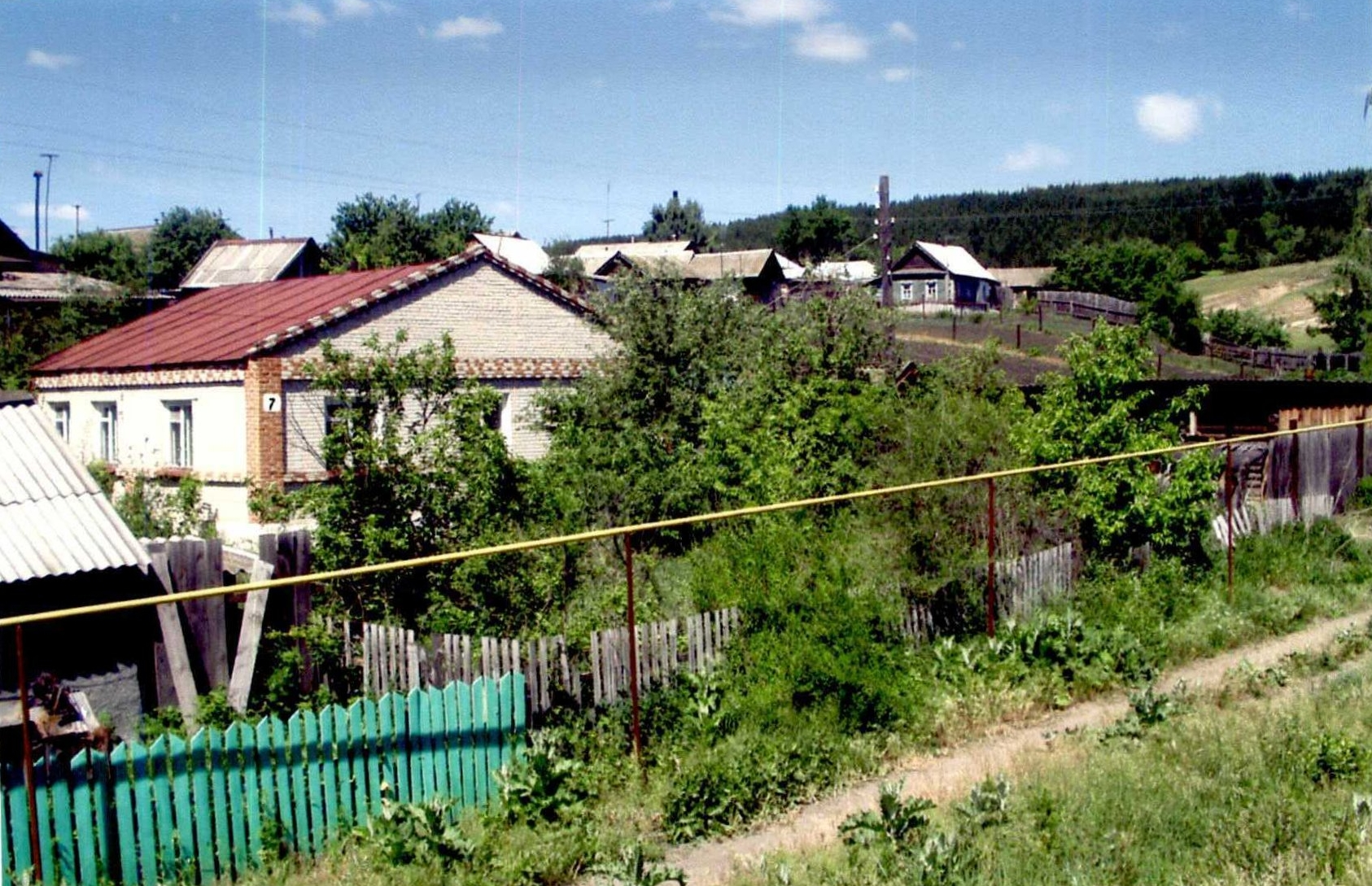

53°07′32″N 47°12′21″E / 53.12556°N 47.20583°E
尼古拉耶夫卡區（俄语：Николаевский район），是俄羅斯的一個區，位於該國西南部，由烏里揚諾夫斯克州負責管轄，面積2,084.27平方公里，2010年人口27,211，人口密度每平方公里13.06人。